# Česká astronomická společnost
Česká astronomická společnost (zkratka ČAS) je dobrovolné sdružení odborných a vědeckých pracovníků v astronomii, amatérských astronomů a zájemců o astronomii z řad veřejnosti. Pokrývá především ty oblasti, kde i amatérští astronomové mohou svou činností přispět k rozvoji astronomie.
Byla založena 8. prosince 1917. K roku 2024 měla 744 členů, kteří se organizují do místních poboček nebo do odborných sekcí, např. sekce Proměnné hvězdy a exoplanety nebo Společnosti pro meziplanetární hmotu. Mezi kolektivní členy patří i hvězdárny, vědecké ústavy a další instituce. V Evropě je společnost výjimečná tím, že sdružuje nejenom profesionály, ale i amatéry.
Nejvyšším orgánem je sjezd, který se koná jednou za 4 roky, naposledy v roce 2025. Mezi sjezdy společnost řídí výkonný výbor. Předsedkyní společnosti je Soňa Ehlerová. Jejím informačním serverem je od roku 1995 Astro.cz.

## Dějiny
V letech 1914–1915 si baron Artur Kraus, který o dva roky dříve otevřel v Pardubicích první lidovou hvězdárnu v Čechách, začal dopisovat s pražskými kolegy, kteří usilovali o založení České astronomické společnosti. Jedním z hlavních cílů bylo vybudování obdobné hvězdárny v Praze. V době války ale někteří členové pražského Astronomického kroužku spolupracovali s Maffií a jejich spolková činnost byla policií bedlivě sledována. Stanovy společnosti však byly schváleny výnosem C. a k. místodržitelství ze dne 21. září 1917. O úspěšný průběh tohoto schválení se zasloužil právě baron Kraus.
Vlastní založení České astronomické společnosti proběhlo 8. prosince 1917 v posluchárně prof. Františka Nušla v budově Českého polytechnického ústavu (dnes Fakulta strojní ČVUT) v Praze na Karlově náměstí.
Brzy po vzniku Československé republiky začaly práce na hledání vhodného místa a později i výstavbě hvězdárny na Petříně. Byla zprovozněna v roce 1928, pro veřejnost pak otevřena o rok později.
Po uzavření českých vysokých škol v roce 1939 probíhaly na hvězdárně stále odborné přednášky, které částečně nahrazovaly vysokoškolské studium. I díky tomu mohla být brzy po osvobození v roce 1945 rychle obnovena plná činnost ČAS.
Ještě v roce 1945 se do vedení ČAS dostala aktivistka Luisa Landová-Štychová, manželka tou dobou již zesnulého Jaroslava Štycha, jednoho ze zakladatelů společnosti. Landová-Štychová již v roce 1945 založila při společnosti Revoluční výbor. Bez astronomických znalostí zde začala prosazovat, zejména pak po Únoru 1948, politiku komunistické strany. Vedení společnosti však neopustilo několik předních astronomové té doby, zejména nestraník dr. Bohumil Šternberk (1897–1983), a proto komunistická ideologie nad astronomií ve společnosti prakticky nikdy nepřevážila.

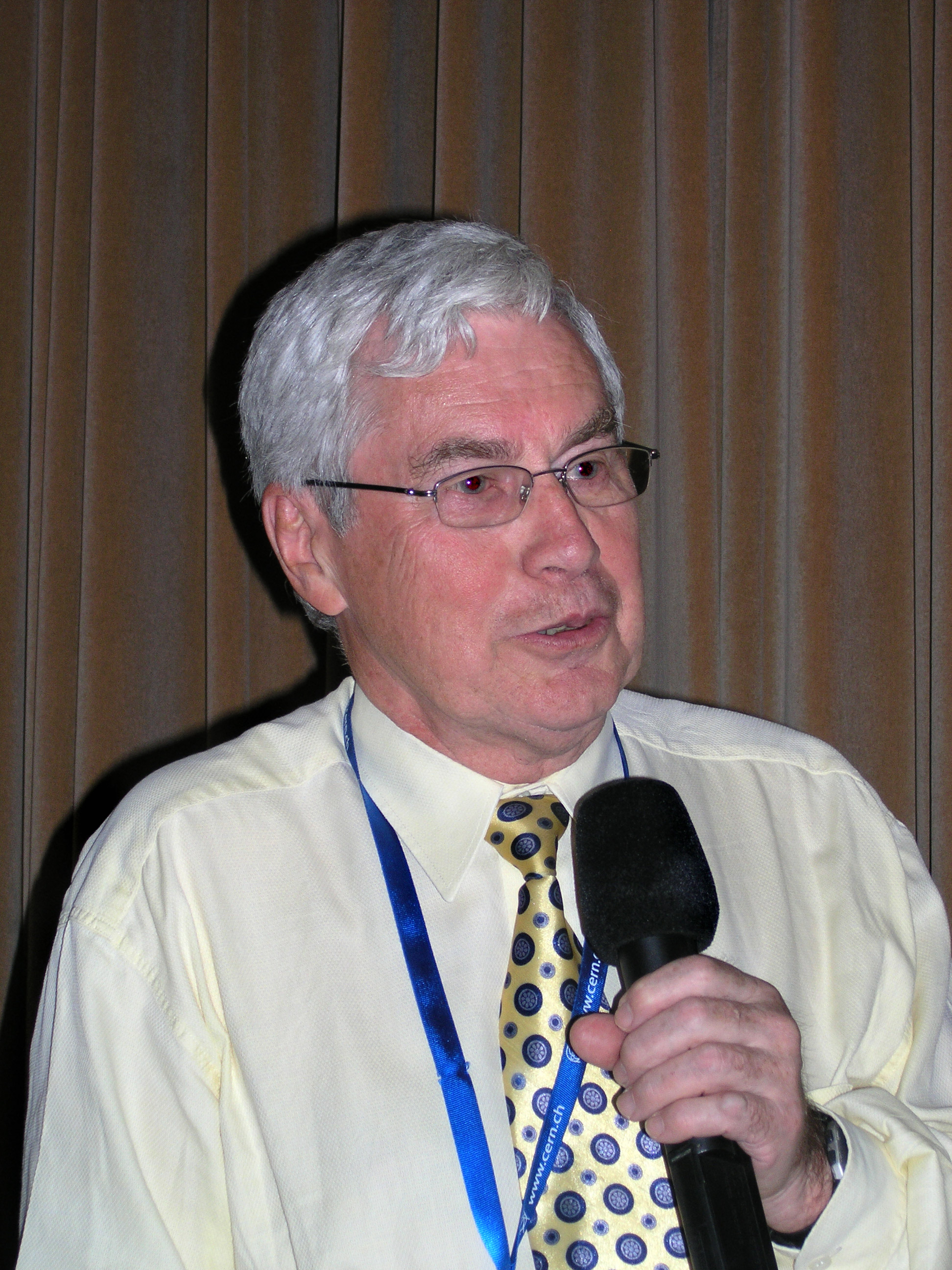
Jiří Grygar – čestný předseda ČAS

Po Sametové revoluci v roce 1989 se ČAS velmi rychle změnila v standardně fungující demokratickou společnost. Zásluhu na tom měl především tři měsíce před tím zvolený předseda ČAS doc. Luboš Perek. Další rozvoj zažila ČAS pod předsednictvím Jiřího Grygara. Zrušením nefungujících složek se zefektivnila činnost společnosti, zlepšilo se využívání financí a vznikl informační server Astro.cz (1995).
V dalších letech pokračovalo standardní fungování a rozvoj společnosti. Rozšiřuje se okruh udělovaných cen: v roce 1998 šlo o zavedení Cena Zdeňka Kvíze a o rok později se obnovilo udělování Ceny Františka Nušla. Společnost se a angažuje v boji proti světelnému znečištění – přebytečnému a škodlivému umělému svícení ve městech. Díky Skupině pro temné nebe vznikly v Česku v letech 2009–2014 tři oblasti tmavé oblohy. ČAS se prostřednictvím tiskových prohlášení a dalšími akcemi vyjadřuje k aktuálním astronomickým událostem – např. v roce 2012 k předpovědi konce světa podle Mayského kalendáře nebo v roce 2013 k pádu Čeljabinského meteoritu.

### 100 let společnosti
V roce 2017 probíhaly oslavy 100. výročí vzniku společnosti.
- První významná akce se konala 10.–11. března 2017 v Plzni – konference o Josefu Františkovi Smetanovi, autorovi první české učebnice astronomie, kterou vydal v roce 1837. Došlo také k odhalení jeho pomníku.
- V Hvězdárně a planetáriu Brno proběhl 1.–2. dubna 20. sjezd společnosti. Zvolil nejen nový výkonný výbor, ale udělil také čestné členství významným osobnostem, mezi nimi i Járovi Cimrmanovi[7] za „nedostižnou a nenapodobitelnou činnost na poli astronomie a příbuzných věd“.[8]

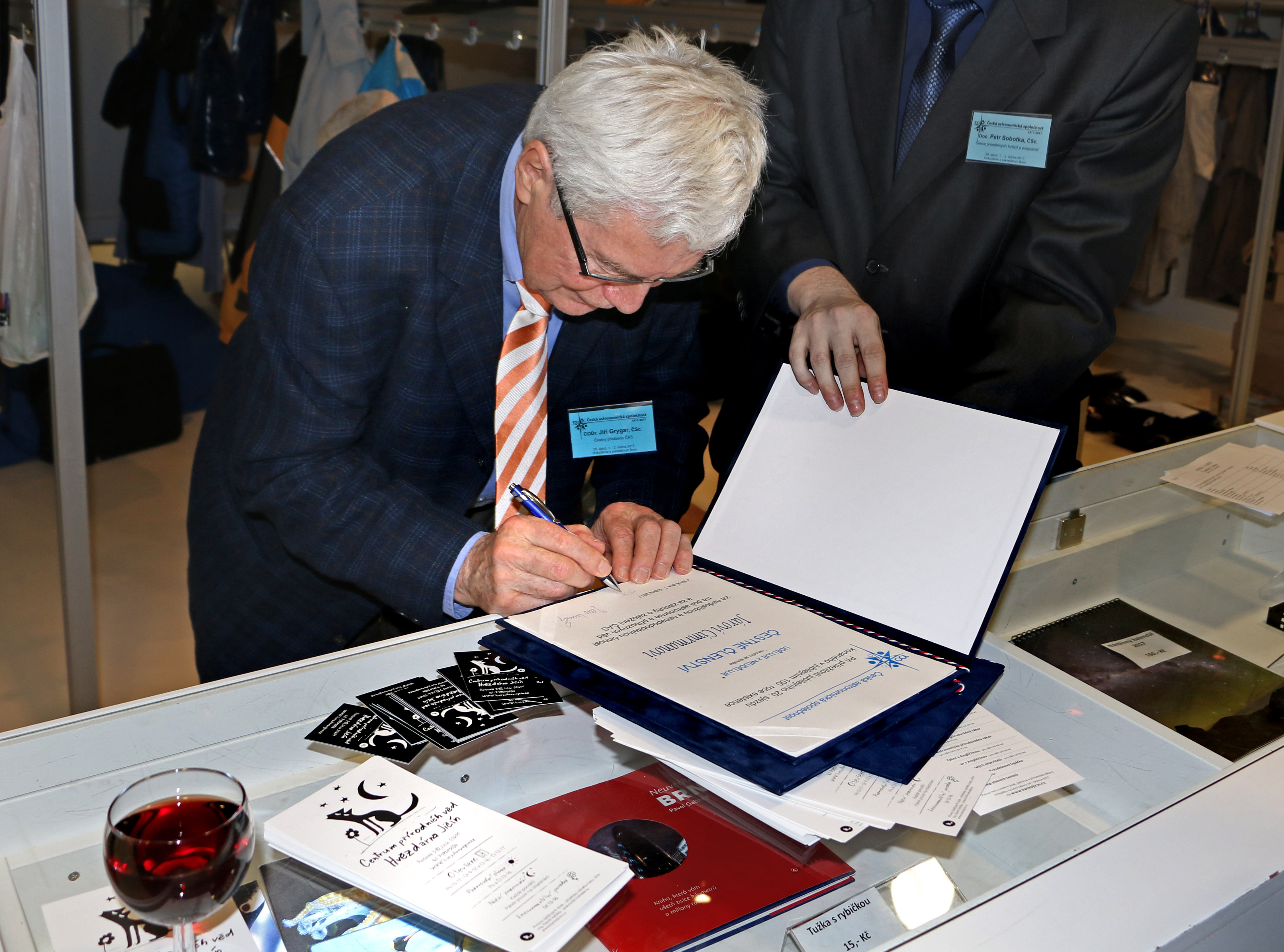
Jiří Grygar podepisuje čestné členství Járy Cimrmana na sjezdu ČAS v roce 2017

- 9. září – proběhlo v Astronomickém ústavu v Ondřejově velké setkání (tzv. Megaevent) s názvem Vesmírná keš. Jižně od Ondřejova bylo umístěno 100 keší, které vytvořily nápis 100. ČAS 2017.[9]
- 7. prosince – byla Českou mincovnou vydána pamětní stříbrné mince ČNB,[10] jejímž autorem je medailér Josef Oplištil,
- 8. prosince – oslava 100 let ČAS v Praze – proběhlo velké setkání členů ČAS i veřejnosti přesně v den 100. výročí založení ČAS (8. prosince 1917) v aule Karolina.[11]

## Náplň činnosti
Hlavní náplní společnosti je podpora práce jejích členů. Pořádá pro ně astronomické přednášky, organizuje exkurze a jiné společné akce. Její pobočky spolupracují s místními hvězdárnami.
Česká astronomická společnost vydává časopis Kosmické rozhledy; některé sekce vydávají své vlastní věstníky. Pořádá také průběžnou fotografickou soutěž Česká astrofotografie měsíce.
Pro majitele astronomických přístrojů a amatérské pozorovatele organizuje především akci Mezní hvězdná velikost – setkání amatérských astronomů spojené s odbornými přednáškami a především (při příznivém počasí) se společným pozorováním noční oblohy.

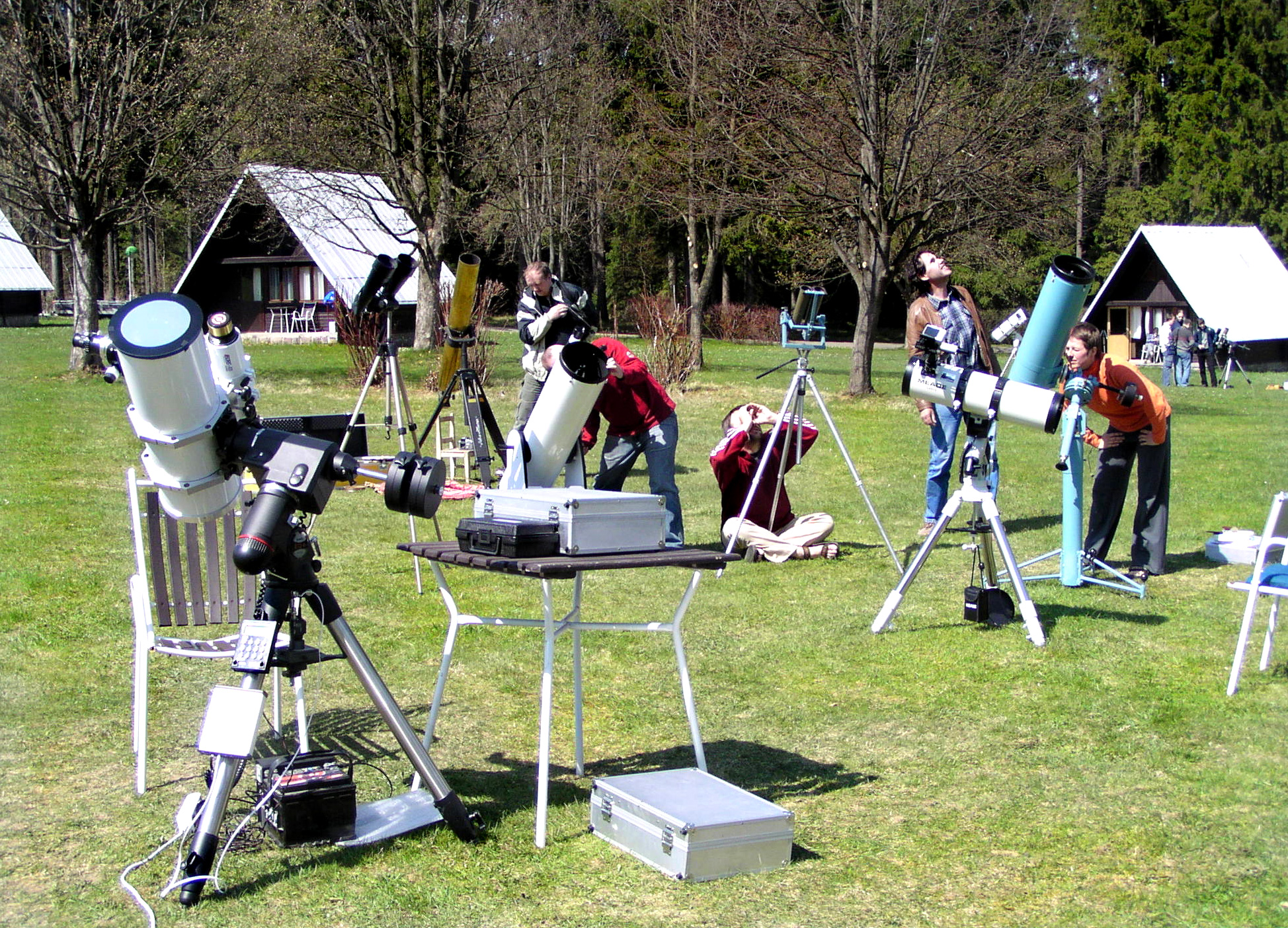
Mezní hvězdná velikost – setkání amatérských astronomů

Hlavní akcí České astronomické společnosti určenou mládeži je Astronomická olympiáda. Je pořádána ve spolupráci s Ministerstvem školství, mládeže a tělovýchovy a některými hvězdárnami. V současné době jde již o samostatnou akci (dříve šlo o podkategorii Fyzikální olympiády).
Společnost se také výrazně angažuje v boji proti světelnému znečištění.
K významným astronomickým úkazům vydává tiskové zprávy, které jsou přebírány našimi tiskovými agenturami a předními deníky.
Speciální činností je vydávání osvědčení o pojmenování planetek.
Česká astronomická společnost se však zapojuje také do akcí, které popularizují vědu jako celek. V roce 2007 to byla Evropská noc vědců (28. září) a akce Věda v ulicích (22. a 23. června). Obvykle se zde prezentuje společně s Astronomickým ústavem Akademie věd.
Informačním webem společnosti je astro.cz. Denně jej navštíví průměrně 4000 návštěvníků. Iniciátorem jeho vzniku byl Josef Chlachula, který během sjezdu společnosti v roce 1995 tehdejšímu předsedovi Jiřímu Grygarovi navrhl založení informační infrastruktury ČAS. Zpočátku nabízel web překlad Astronomického snímku dne NASA, občasné noviny z astronomie, kosmonautiky a dění v České astronomické společnosti. Web se výrazněji změnil v roce 2008, kdy začal přinášet online přenosy z kosmických výprav nebo rozhovory s předními českými vědci na aktuální astronomická témata. Poslední změna proběhla v roce 2015, kdy byl web více přizpůsoben plné funkčnímu zpravodajskému serveru.

### Ceny České astronomické společnosti
Udělováním cen oceňuje společnost zásluhy za rozvoj astronomie. Nejstarší z nich je Nušlova cena, která se uděluje od roku 1938, naopak nejmladší Kopalova přednáška, která vznikla v roce 2007.

#### Cena Františka Nušla
Nejvýznamnější z cen udělovaných Českou astronomickou společností je Cena Františka Nušla, pojmenovaná po Františku Nušlovi, v pořadí třetím a nejdéle sloužícím předsedovi ČAS. Cena je nejvyšším oceněním udělovaným badatelům, kteří se svým celoživotním dílem obzvláště zasloužili o rozvoj astronomie. Od roku 1938 byla udělena více než třiceti osobnostem, v období let 1953–1998 však bylo její předávání přerušeno.

#### Cena Zdeňka Kvíze
Pro astronomy, kteří se zabývají meziplanetární hmotou, proměnnými hvězdami nebo popularizací a výukou astronomie je od roku 1996 určena Cena Zdeňka Kvíze.
V posledních letech ji získali tito astronomové:
- 2008: Luboš Brát za přínos v studiu proměnných hvězd,
- 2010: Martin Lehký za přínos v oboru studia meziplanetární hmoty,
- 2012: Petr Sobotka za činnost v oboru proměnných hvězd a za popularizace astronomie,
- 2014: Jakub Černý za studium meziplanetární hmoty,
- 2016: Pavel Cagaš za činnost v oboru proměnných hvězd,
- 2018: Pavel Suchan za přínos k popularizace astronomie,
- 2020: Jan Kondziolka za zásluhy o založení Beskydské oblasti tmavé oblohy,
- 2022: Martin Mašek za pozorování proměnných hvězd, meziplanetární hmoty a měření světelného znečištění,
- 2024: Karel Trutnovský.

#### Littera astronomica

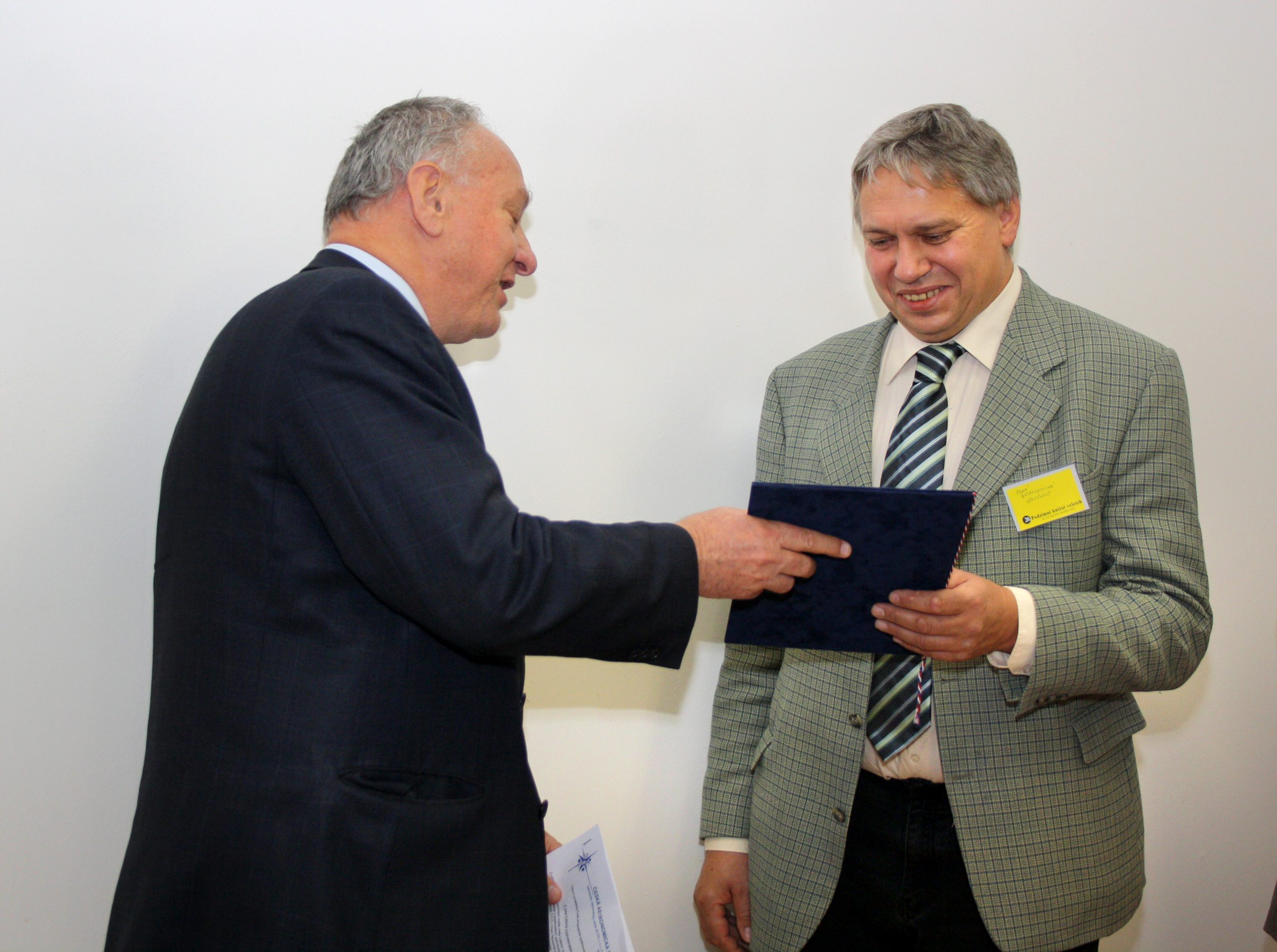
Petr Kulhánek přebírá cenu Littera astronomica za rok 2010

K ocenění osobností, které svým literárním dílem významně přispěly k popularizaci astronomie v Česku, uděluje společnost od roku 2002 cenu Littera astronomica. Za posledních deset let ji obdrželi:
- 2007: Zdeněk Pokorný,
- 2008: Zdeněk Mikulášek,
- 2009: Antonín Vítek,
- 2010: Petr Kulhánek,
- 2011: Josip Kleczek,
- 2012: Nakladatelství a vydavatelství Aldebaran,
- 2013: Pavel Gabzdyl,
- 2014: František Martinek,
- 2015: Jana Olivová,
- 2016: Alena Hadravová a Petr Hadrava,
- 2017: Jindřich Suchánek,
- 2018: Lukáš Grygar,
- 2019: Petr Zamarovský,
- 2020: Michal Švanda,
- 2021: Jan Vondrák,
- 2022: Jana Žďárská,
- 2023: Antonín Bečvář (in memoriam),
- 2024: Martina Bečvářová a Jindřich Bečvář.

#### Kopalova přednáška
V roce 2007 zřídila Česká astronomická společnost po vzoru prestižních zahraničních společností další cenu – Kopalovu přednášku. Pojmenování získala po numerickém matematikovi a astronomovi Zdeňku Kopalovi. Je udělována českým astronomům nebo astronomkám za významné výsledky, které byly uveřejněny ve světovém vědeckém tisku. Oceněný přednese svoji přednášku na některé slavnostní veřejné akci společnosti.
- Kopalovou přednáškou za rok 2007 byl oceněn Pavel Spurný z Astronomického ústavu Akademie věd za své objevy při výzkumu malých těles sluneční soustavy (meteoroidů) a jejich interakce se zemskou atmosférou. Svoji čestnou přednášku na téma Systematické sledování bolidů ve Střední Evropě a v Západní Austrálii přednesl laureát na slavnostním shromáždění u příležitosti 90. výročí České astronomické společnosti 8. prosince 2007.[20]
- V roce 2008 obdržel tuto cenou David Vokrouhlický z Astronomického ústavu Univerzity Karlovy za výsledky v oblasti výzkumu dopadu meteoritů na Zemi působením Jarkovského efektu, černých děr a fragmentace rodin planetek. Jeho přednáška měla název Nové poznatky o finálním formování orbitální architektury velkých planet a době s ní související.[21]
- V roce 2009 byl Kopalovou přednáškou oceněn Vladimír Karas z Astronomického ústavu Akademie věd za výsledky v relativistické astrofyzice, zejména ve studiu okolí černých děr a porovnání těchto teoretických údajů s pozorováním rentgenových dvojhvězd a aktivních jader galaxií.[22]
- Roku 2010 získal cenu prof. Miloslav Druckmüller z Fakulty strojního inženýrství Vysokého učení technického v Brně za současné významné výsledky při matematickém zpracování obrazů sluneční koróny pořizovaných během úplných zatmění Slunce.[23]
- Za rok 2011 ČAS vybrala Marka Wolfa z Astronomického ústavu Karlovy univerzity v souvislosti s významnými výsledky dosaženými při výzkumu apsidálního pohybu těsných zákrytových dvojhvězd.[24]
- V roce 2012 ocenění získal Petr Hadrava z Astronomického ústavu Akademie věd ČR za významné výsledky dosažené při studiu dvojhvězd a vícenásobných hvězdných soustav metodou tzv. disentanglingu.[19][25]
- Cenu za rok 2013 obdržel David Nesvorný za významné výsledky dosažené při výzkumu vývoje sluneční soustavy, hlavního pásu planetek, trans-neptunických objektů, exoplanet a satelitů planet.[19]
- V roce 2014 získal Kopalovu přednášku Jiří Borovička z Astronomického ústavu Akademie věd ČR za významné výsledky dosažené při studiu meziplanetární hmoty.[26]
- Za rok 2015 byl oceněn Petr Pravec z Astronomického ústavu Akademie věd ČR za významné výsledky dosažené při výzkumu planetek sluneční soustavy.[27]
- Cenu v roce 2016 obdržel Zdeněk Stuchlík z Ústavu fyziky Filozoficko-přírodovědecké fakulty Slezské univerzity za významné výsledky dosažené v oboru relativistické astrofyziky a kosmologie.[28]
- Za rok 2017 byla cena udělena Ondřeji Pejchovi za mimořádný přínos v oboru astrofyziky a kosmologie včetně popularizace těchto oborů.
- V roce 2018 ji získal Martin Jelínek za významné výsledky dosažené při využívání přehlídkových robotických dalekohledů v různých oborech astronomie.
- Za rok 2019 byli oceněni Jan Řídký a Miroslav Hrabovský za klíčovou roli v české účasti na mezinárodním projektu Observatoře Pierra Augera.
- V roce 2020 získal cenu Josef Ďurech za výsledky ve výzkumu malých těles Sluneční soustavy.
- V roce 2021 byl oceněn Jaroslav Dudík za výsledky ve výzkumu v oblasti sluneční fyziky.
- Za rok 2022 byla cena udělena Janu Jurčákovi také za výsledky ve výzkumu v oblasti sluneční fyziky.
- Za rok 2023 ji obdržel Miroslav Brož za vynikající pedagogickou a odbornou činnost v oboru planetární i stelární astronomie.[17]
- V roce 2024 byl oceněn Petr Zasche.

#### Česká astrofotografie měsíce
Zvláštním druhem soutěže je Česká astrofotografie měsíce, kdy je každý měsíc vyhlašována nejlepší fotografie zaslaná porotě českými a slovenskými astrofotografy. Autor nejlepší z těchto fotografií za celý rok pak získá Cenu Jindřicha Zemana, která má zvláštní kategorii pro mládež do 18 let – Cena Jindřicha Zemana Junior.

## Struktura
Nejvyšším orgánem České astronomické společnosti je sjezd, který se schází jedenkrát za 4 roky (do roku 2013 jednou za 3 roky). Delegáti sjezdu jsou voleni jednotlivými pobočkami nebo sekcemi v poměru podle počtu jejich kmenových členů. Poslední sjezd proběhl v dubnu 2025 v Praze. Mezi sjezdy řídí činnost výkonný výbor, který je kontrolován revizní komisí.

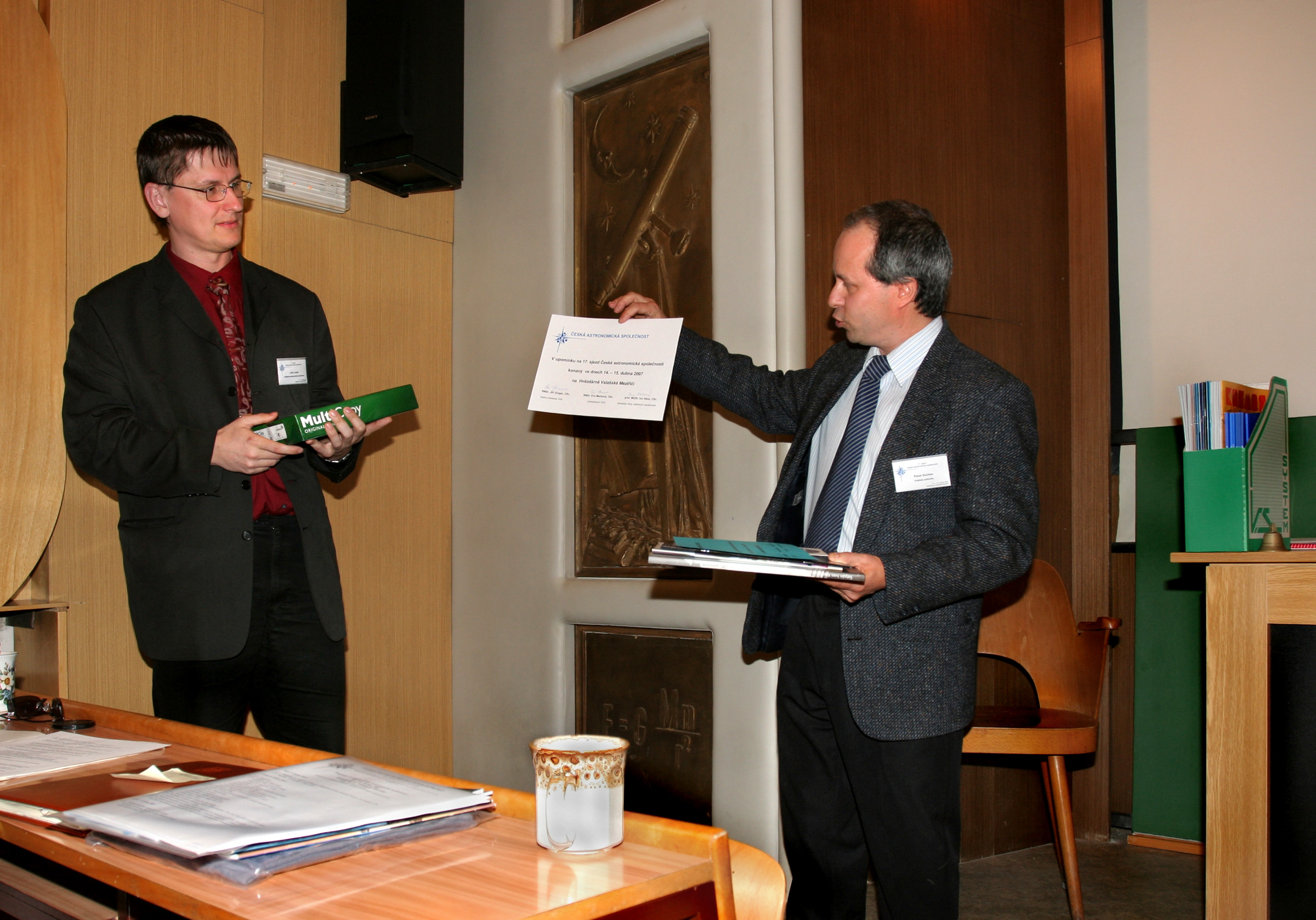
Libor Lenža a Pavel Suchan na sjezdu v roce 2007

Individuální členové společnosti se organizují buď v místních pobočkách, nebo v odborných sekcích. Každý člen je registrován v jedné sekci nebo pobočce jako kmenový člen, může se však účastnit na činnosti dalších sekcí či poboček jako hostující člen.
Kromě individuálních členů má společnost i kolektivní členy, což jsou většinou vědecké instituce (např. Astronomický ústav Akademie věd ČR nebo některé hvězdárny). V roce 2017 bylo ve společnosti 29 kolektivních členů. Kolektivními členy jsou i některé jiné astronomické společnosti:
- Astronomická společnost Most
- Astronomická společnost Pardubice
- Astronomická společnost v Hradci Králové
- Vlašimská astronomická společnost
- Valašská astronomická společnost
- Jihlavská astronomická společnost
- Zlínská astronomická společnost
- Společnost Astropis

Výkonný výbor může zřídit i odborné skupiny. V roce 2022 takto pracovalo celkem sedm skupin, např. Skupina pro historii astronomie, Skupina pro temné nebe, Astronomická olympiáda a Český národní komitét astronomický.

### Výkonný výbor
Na 22. sjezdu v roce 2025 byl na čtyřleté období zvolen výbor v podstatně obměněném složení: Soňa Ehlerová (předsedkyně), Pavel Suchan (místopředseda), Jan Dvořák (hospodář), Petr Bartoš, Simona Beerová, Martin Černický, Zbyněk Henzl, Kateřina Hoňková, Jaroslav Liška, Vladislav Slezák, Petr Sobotka, Lenka Soumarová a Karel Trutnovský.
Členové revizní komise jsou Radek Dřevěný, Jaromír Jindra a Jakub Rozehnal.

### Pobočky

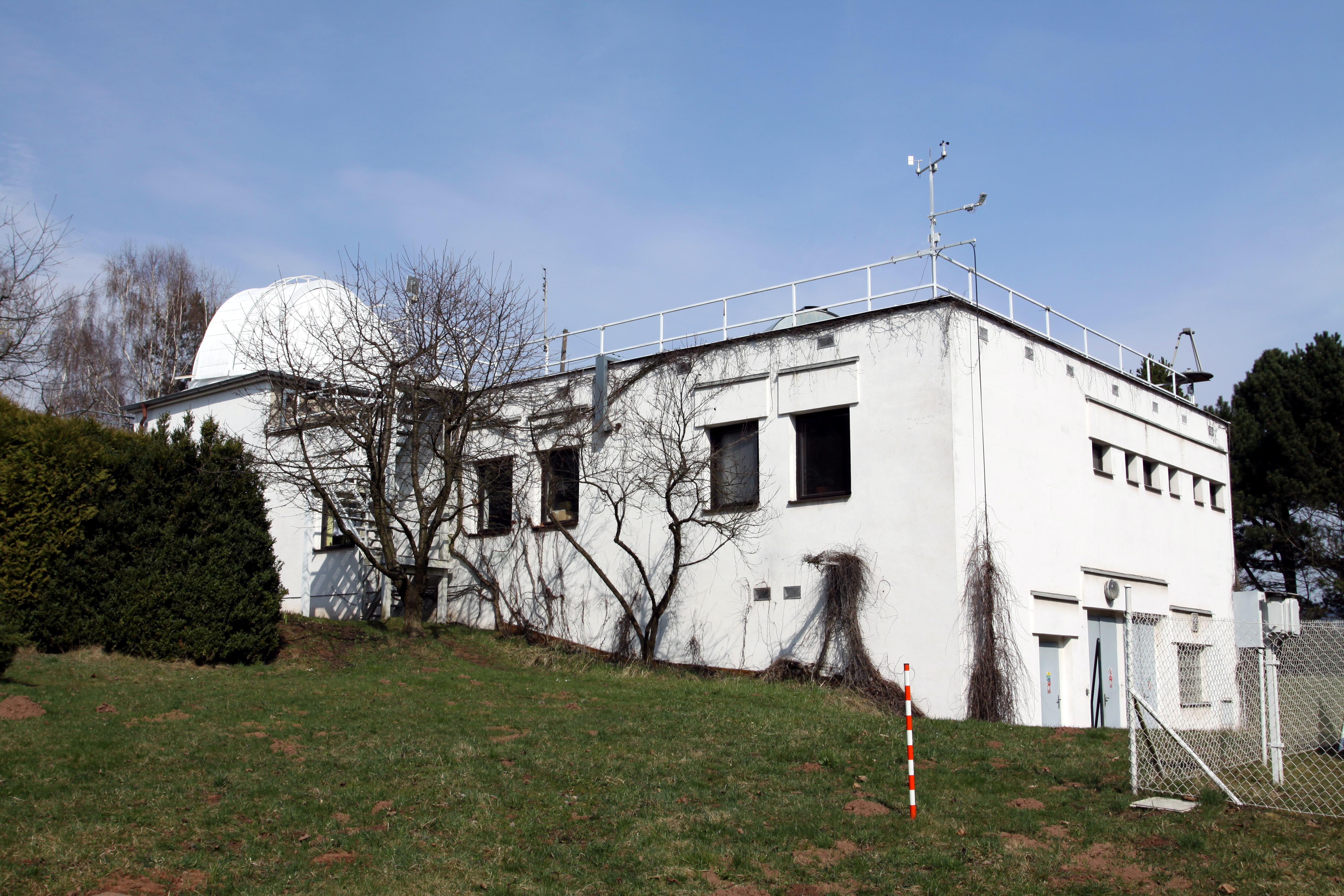
Hvězdárna v Úpici – sídlo Východočeské pobočky

Členové České astronomické společnosti jsou organizováni v místních pobočkách, které většinou mají vztah k místní hvězdárně nebo planetáriu.
- Astronomická společnost Chomutov
- Brněnská pobočka[31]
- Jihočeská pobočka (JihoČAS)
- Klub astronomů Liberecka (KaL)
- Krušnohorská pobočka
- Ostravská pobočka
- Pražská pobočka (největší pobočka s 210 členy)
- Východočeská pobočka (Hvězdárna v Úpici)
- Pobočka Vysočina (Jihlava) (v roce 2014 se transformovala z původní Pobočky Třebíč)
- Západočeská pobočka (Hvězdárna a planetárium Plzeň a Hvězdárna v Rokycanech)

### Sekce
Kromě místních poboček má Česká astronomická společnost ještě sekce, které mají celostátní působnost a sdružují členy zaměřené na konkrétní oblast astronomie.
- Amatérská prohlídka oblohy 
 Sdružuje milovníky krás noční oblohy. Jejími členy jsou často mladí lidé, kteří prošli letním astronomickým táborem na hvězdárně v Úpici.
- Astronautická sekce 
 Sdružuje zájemce o oblast kosmonautiky většinou spojenou s astronomií. Organizuje Kosmos-News Party v Lázních Bohdaneč, která se koná pravidelně od roku 2001 (v posledních letech i s účastí jediného českého kosmonauta Vladimíra Remka).
- Kosmologická sekce 
 Členové sekce se věnují odborným otázkám kosmologie – stavby a vývoje vesmíru – a také její popularizaci.
- Sekce pro mládež
 Sekce poskytuje dětem do 15 let možnost zapojit se do práce České astronomické společnosti. Pořádá různé akce pro děti, např. Noc na hvězdárně.
- Proměnné hvězdy a exoplanety
 Tato sekce se zabývá výzkumem a pozorováním proměnných hvězd – především sledováním zákrytových dvojhvězd a fyzických proměnných hvězd. Od roku 2007 se věnuje také fenoménu dnešní astronomie – exoplanetám, především pozorování přechodu exoplanet před mateřskou hvězdou. Za tím účelem sekce vytvořila a provozuje celosvětovou databázi ETD - Exoplanet Transit Database. Vydává časopis Perseus.
- Přístrojová a optická sekce
 Sdružuje zájemce o astronomické přístroje a dalekohledy. Ti si jejím prostřednictvím vyměňují návody a rady pro jejich stavbu a používání. Členové sekce píší také recenze komerčních optických přístrojů.
- Sluneční sekce
 Členové sekce se zabývají pozorováním Slunce ve viditelném i radiovém oboru, jeho protuberancemi, chromosférou a fotosférou. Podílí se i na vydávání krátkodobých předpovědí sluneční aktivity.
- Společnost pro meziplanetární hmotu  
 Jedná se o samostatný spolek, které má od svého vzniku v roce 1996 status sekce České astronomické společnosti. Soustřeďuje zájemce o pozorování meziplanetární hmoty – meteorů a komet. Každoročně pořádá fotografickou soutěž Moje vánoční kometa.
- Zákrytová sekce 
 Zabývá se pozorováním zákrytů hvězd tělesy sluneční soustavy. V příznivých letech pozorují její členové i zatmění Slunce.

## Předsedové
V čele společnosti se vystřídalo 14 předsedů:
- Jaroslav Zdeněk (1917–1919)
- Kazimír Pokorný (1919–1922)
- František Nušl (1922–1948)
- Václav Jaroš (1948–1959)
- Bohumil Šternberk (1959–1976)
- Vojtěch Letfus (1976–1989)
- Luboš Perek (1989–1992)
- Jiří Grygar (1992–1998)
- Jiří Borovička (1998–2001)
- Petr Pravec (2001–2002)
- Štěpán Ivan Kovář (2002–2004)
- Eva Marková (2004–2010)
- Jan Vondrák (2010–2017)
- Petr Heinzel (2017–2025)[34]
- Soňa Ehlerová (od 2025)[35]

Z nich nejdéle vykonával svoji funkci František Nušl. Po roce 1990 byl výkon předsednické funkce omezen na nejvýše dvě po sobě jdoucí tříletá funkční období, v roce 2013 pak byla prodloužena na 4 roky. Čestným předsedou je od roku 2004 Jiří Grygar.